# Олесно
Олесно (пољ. Olesno) град је у Пољској у Војводству опољском. По подацима из 2012. године број становника у месту је био 9574.

## Становништво
| 2012. |
| ----- |
| 9.574 |

## Партнерски градови
- Арнсберг